# 放蕩一代記

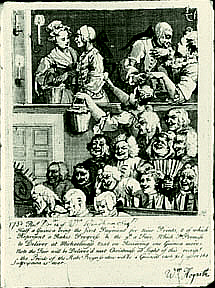
放蕩一代記

『放蕩一代記』（ほうとういちだいき、英:A Rake's Progress）は18世紀のイングランド人画家ウィリアム・ホガースが描いた8点の油彩画、ならびにそれらをもとに制作された銅版画の総称。日本では『放蕩一代記』の他に『放蕩者一代記』、『放蕩息子一代記』、『放蕩者のなりゆき』などさまざまな名称で呼ばれる。ホガースが自ら「現代の道徳的主題」と呼んだシリーズの第2作である。本作品は主に、1735年に制作された銅版画版で広く世に知られることになった。1732年から1733年にかけて制作された原画（油彩画）は現在、ロンドンのサー・ジョン・ソーンズ美術館が所蔵している。

## 概要
架空の人物トム・レイクウェルの半生を物語形式に描いた連作で、ホガースによる油彩画が1732年から翌年にかけて、ついで版画が1735年に制作された。作品に描かれている物語は、商人の息子であるトムはロンドンで莫大な親の遺産を相続したが、放埓な生活、商売女、ギャンブルで財産を全て失ってしまう。そして借金を抱えたトムはフリート債務者監獄に収監され、最後には精神病院であるベドラムに送られ、自ら身を破滅させるというものである。主人公レイクウェルの「レイク」とは英語で、賭博場で賭け金を掻き集める棒を意味し、放蕩者を暗示している。
本作品は、鑑賞（見ること）と読解（読むこと）の楽しみを併せ持った絵画である。人間の愚かさ、貪欲さを批判し、道徳的教訓を導く絵画であるが、過去の教訓的風俗画と比べてホガースの作品は、連作仕立てである点と、比喩や暗示・象徴を意味するモチィーフが数多く描き込まれた点に、新しさがある。このような物語的な作品が成功を収めたことは、当時イギリス社会で「小説」が興隆しだしたこととも深い関連があると考えられる。さらに、イギリスの映画監督・脚本家のアラン・パーカーは、『放蕩一代記』を絵コンテの先駆であると評している。

## 来歴

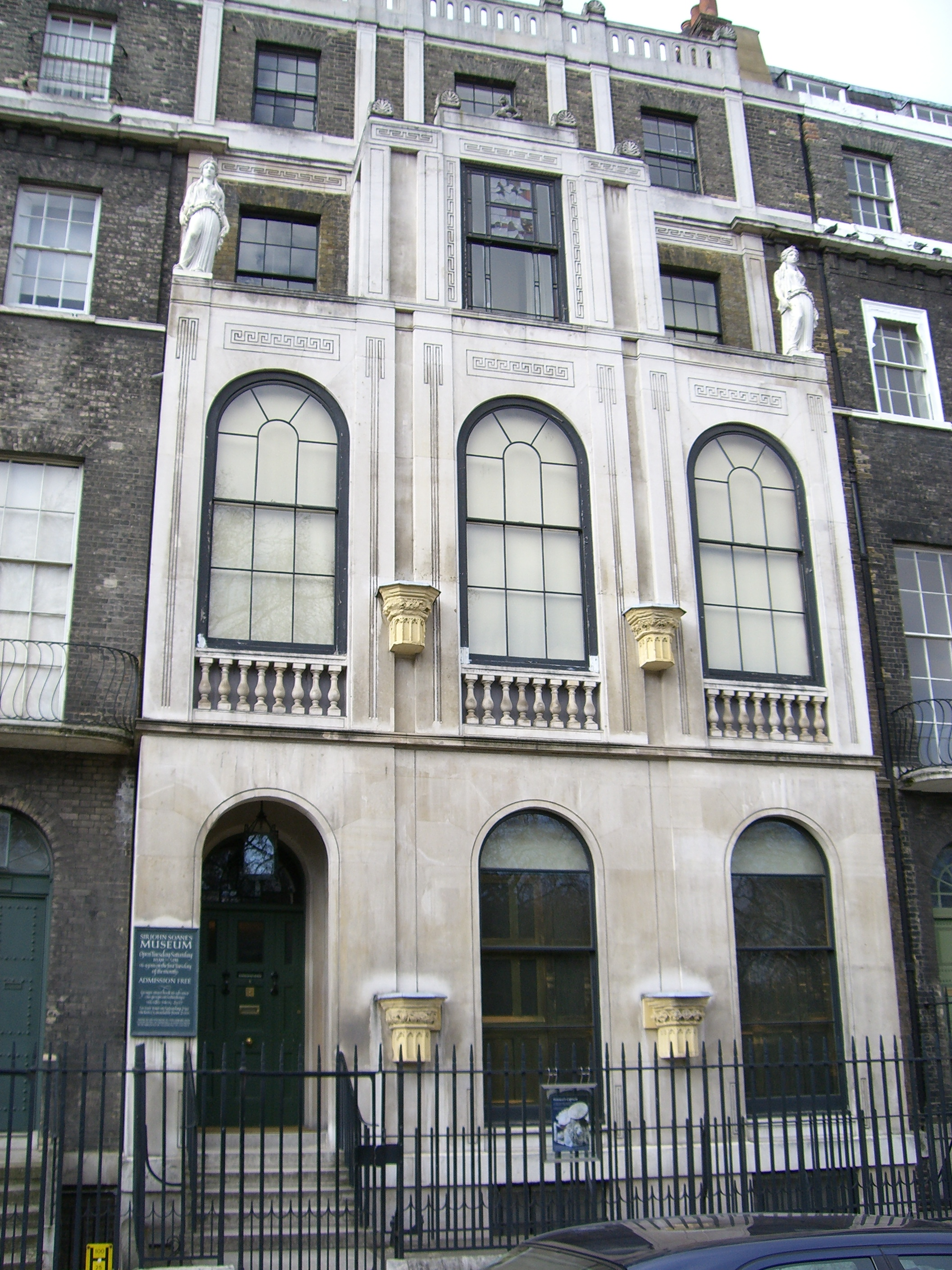
原画を所蔵するサー・ジョン・ソーンズ美術館

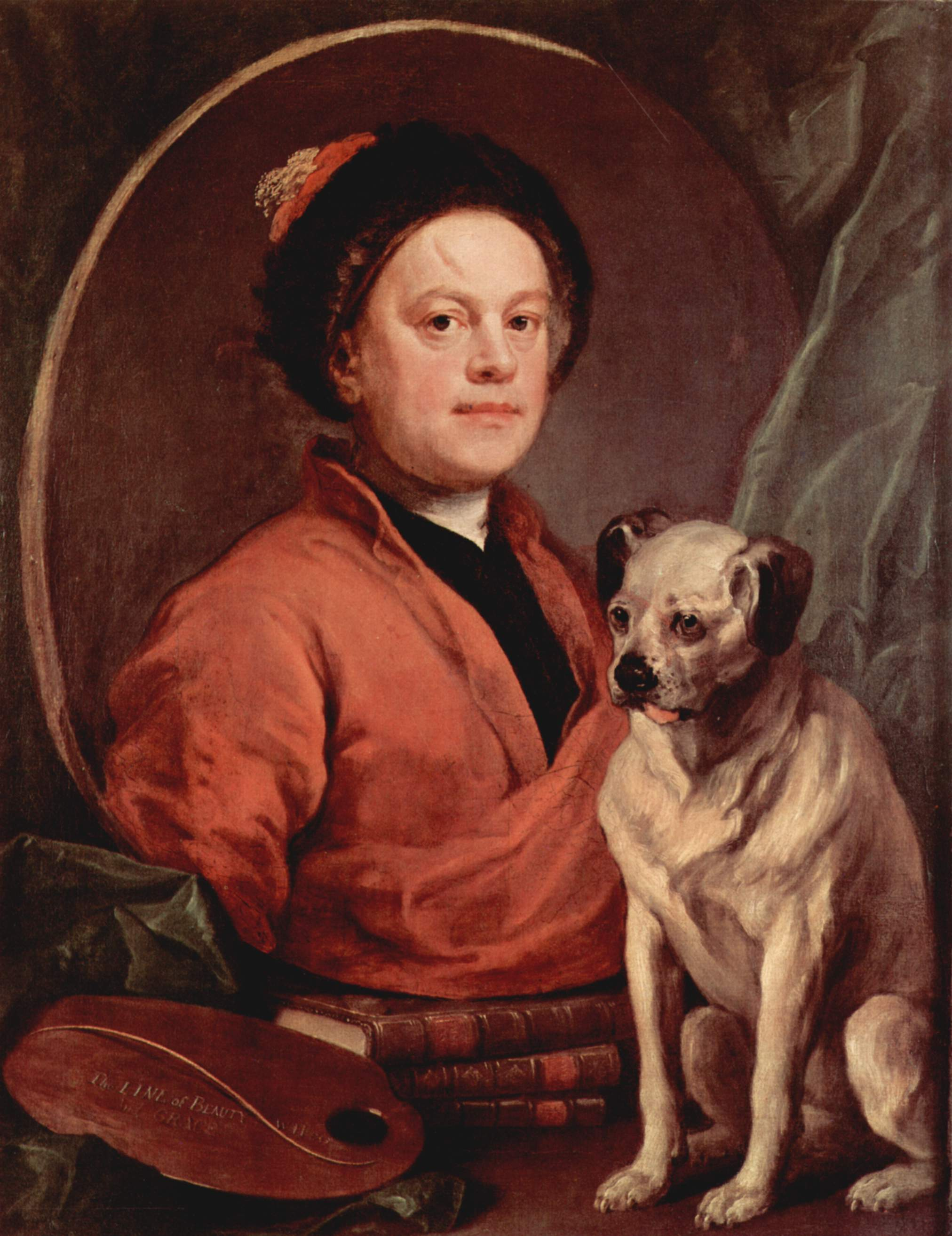
ウィリアム・ホガース自画像（1745年）, テート・ブリテン所蔵

本作品は18世紀のイギリスがようやく生み出した、イギリス的な個性を持った画家ホガースの代表作とされる。当時、海外の絵画作品ばかりがもてはやされていたイギリスにあって、ホガースは「イギリス的」な絵画の必要性を訴えた。彼は最初、イギリス国内で歴史画を制作することを目指したが、歴史画の需要は生まれず、その代わりにホガースは家族団欒の集合肖像画「カンヴァセーション・ピース」を手がけるようになった。この集合肖像画の流行を見て、絵画を購入する新興ブルジョア層の隆盛を実感したホガースは、同時代の社会風俗を描いた連作絵画の制作に取り組んだ。
元々、彫版師としての修行を積んだホガースは高価な油彩画を描くと同時に、それを原画として、労働者の1日分の給与で買うことのできる銅版画を多く制作した。これら、当時のイギリスの世相を反映し、諧謔精神と風刺に満ちたホガースの作品は、民衆から強い支持を受けた。ホガースは新聞に広告を出し、アトリエに油彩画を展示し、銅版画の予約を取るという販売方法を編みだし、1730年に発表した『遊女一代記』6点の大量販売に成功した。これをきっかけにホガースはさらなる連作の制作に取り組み、1732年から1733年にかけて本作品『放蕩一代記』8点を完成させた。その後、1734年11月、ホガースは新聞広告を出し、レスター・フィールズにあった彼のアトリエで、『放蕩一代記』の原画を公開する旨を告知し、銅版画の予約購入者を募った。
油彩画はその後、作家で美術品蒐集家のウィリアム・トマス・ベックフォードが所有していたが、1802年、クリスティーズにてオークションにかけられることになった。それを知った新古典主義の建築家であり、自らの邸宅を美術館とするために美術品を収集していたジョン・ソーンは、代理人として夫人をオークションに送り込み、570ギニーで落札した。当初ソーンは『放蕩一代記』を、自らの別宅であるイーリング地区のカントリーハウス「ピッツハンガー・マナー」に飾った。リンカーンズ・イン・フィールズの自宅兼ギャラリー（現サー・ジョン・ソーンズ美術館）に移されたのは1810年のことである。1824年にソーンは、ホガースの「現代の道徳的主題」作品のもう一つの代表作である油彩画『選挙』（en:Humours of an Election）4点を入手した。それを機に、『放蕩一代記』と『選挙』は改めて美術館の絵画ギャラリーに並べて展示されることになった。

## 8点の作品
上の画像がサー・ジョン・ソーンズ美術館所蔵の油彩画で、下の画像がそれらの原画を元にした銅版画である。原画と銅版画では左右が逆になっているほか、細かな点に様々な相違がある。

### 1.遺産相続
|  | 吝嗇だった父親の死によって、トムに遺産という幸運が転がり込む。主人の喪に服す使用人を尻目に、トムはさっそく新しく仕立てる衣服の採寸を始めている。画面左にはトムの婚約者で懐妊しているサラ・ヤングとその母親が描かれているが、婚約指輪は外されてサラの左手に持たれており、怒った母親の衣服からはトムが書いた恋文がこぼれ落ちている。トムがまだ自分を愛している婚約者を右手の金を渡して捨てようとしている様子が描かれている。 トムの後ろの弁護士は遺産管理表を書き記しながら、隙を見て金貨を盗んでいる。暖炉の上には金の勘定をする父の肖像画がかかっている。使用人が絵の横の壁や暖炉に隠された金を見つけ出す。痩せた猫が餌を探して木箱を覗きこむが、銀食器ばかりで何も食べられない |

### 2.新当主の会見式
|  | 楽士や高価な衣装を身に着けた取り巻きを招いて午前の茶会を開いているトムが描かれている。トムを囲んでいるのは左から、ハープシコードを弾く楽士長（ホガースのライバルであったヘンデルがモデルと言われる）、フェンシング教師、棒術教官、ヴァイオリンを持つダンス教師、設計図を手にする庭師、護衛志願の元軍人、狩猟愛好会のラッパ手で、右下に跪いているのは銀のトロフィーを抱えた騎手である。棒術教官はフェンシング教師とダンス教師を敵意をこめて睨みつけている。どちらの教師もフランス風の外観で描かれており、これはホガースが侮蔑をこめるときに用いる表現手法となっている。 壁にはトムが入手したイタリア絵画3点が飾られている（中央は「パリスの審判」、左右は鳥の絵。このような古典的作品をホガースは「暗い絵」と呼んで嫌っていた）。ホガースはここで、イギリス絵画の代わりにこうした絵を買う、当時のイギリス人の風潮を批判している。 |

### 3.放蕩三昧
|  | 時間は午前三時。コヴェント・ガーデンの有名な売春宿ローズ・タヴァーンを舞台とした乱痴気騒ぎが描かれている。画面右に描かれた、泥酔したトムから売春婦が二人がかりで懐中時計を盗んでおり、床に投げ出されているのは夜警が持つ職杖とランタンである。売春婦たちの顔には梅毒による欠損を隠すための黒い斑点がある。前方の売春婦はピューター皿の上でポーズを取っているが、服を脱いで事をいたす準備が出来たことを示している。 |

### 4.借金が嵩んで逮捕されるトム
|  | 負債を抱えたトムが、帽子に国章であるリーキを飾ったウェールズ人執行人の拘留から辛うじて逃れようとする場面が描かれている。トムは聖デイヴィッドの祝日 (en:Saint David's Day) にイギリス国王ジョージ2世妃キャロライン・オブ・アーンズバックの誕生日祝宴のために、輿に乗ってセント・ジェームズ宮殿に行くところである。この場面でのトムは最初の場面で婚約を破棄した、帽子の販売で生計を立てていると思われるサラ・ヤングのとりなしによって拘留から免れている。 通りの灯火に満たす油をトムの頭にこぼしている男がコミックリリーフとして画面上部に表現されており、これは頭部に油を塗られた人は恩恵を受けるという言い伝えを意味している。この場面での「祝福」はサラがトムを救ったことだが、助けられたトムは放蕩者のままであり、心から改心しているわけではない。 版画では空には稲妻が表現され、若い掏摸がトムのポケットを空にしているが、絵画には稲妻はなく小柄な盗人がトムの杖を盗もうとしているという相違がある。 |

### 5.カネを目当ての結婚
|  | 秘密の結婚式場として悪名高い聖メアリルボーン教会においてトムが、裕福だが年老いて醜いオールドミスと財産目当てで結婚する場面が描かれている。金を使い果たしても、贅沢を止めることが出来なかったトムだが、彼は結婚式早々、老婆つきの若いメイドに色目を使っている。後景ではトムとの子供を抱いた元婚約者のサラと、トムの結婚に憤ったサラの母親が式の参列客と取っ組み合いの喧嘩をしている。寄り添った二匹の犬のうち、一匹は老婆と同じように片目を失っている。つまりこの犬達は、トムの結婚式への皮肉である。 |

### 6.賭博場
|  | ソーホーの賭博場であるホワイト・クラブで、老女と結婚して手にした新しい財産をすべて失ったトムが、片手の拳を突き上げて天上の神に嘆願している場面が描かれている。トムの他にも賭博に負けた客が大勢おり、ある貴族は金貸しに軍資金を無心し、ポケットにピストルとマスクを忍ばせた追剥も落胆して座っている。2人の元締めを除いて、トムも賭博に熱中している他の客も背後で起こっている火事には気付いていない。 |

### 7.牢獄
|  | 全てを失い悪名高いフリート債務者監獄に収監されたトムが描かれている。トムは怒り狂った老妻と、今回はトムを救うことができずに失神してしまった子連れのサラを無視している。ビールを手にした小男と看守はトムに金銭を要求している。トムには狂気の兆候が表れており、鉄格子が嵌めこまれた窓から突き出る光学式天体望遠鏡と背後で行われている錬金術の実験がそのことを暗示している。 トムの脇には、劇場から採用を拒否されたトム執筆の戯曲の原稿が置かれている。これにより、最後の収入の望みが断たれた。先述した錬金術で黄金を創ろうとする男や、国債の払い方のパンフレットを書いている男（トムと反対側の画面端）など、トムと同じように金を産もうと無駄な努力をしている収監者が見える。 画面右側のベッドの天蓋の上には羽飾りの衣装が置かれており、版画では画面左側によりはっきりと表現されている。 |

### 8.精神病院
|  | 最後の絵画には、精神を病み粗暴となった半裸のトムがロンドンの有名な精神病院ベドラムで最後の日々を送っている場面が描かれている。哀れなサラ・ヤングだけが涙を流しながら献身的な介護を続けているが、トムはサラのことをまったく意に介していない。 周囲には木の棒で演奏する音楽家、紙筒を望遠鏡と思いこむ天文学者、自分を大司教（教皇？）と思いこむ男など、様々な患者の姿が描かれている。隣の部屋に続く扉の前には、麦藁の冠と杓を身に付けた全裸の「国王」が立っている。後ろには収容されている患者たちの奇妙な行動を見物するために精神病院を訪れた、流行のドレスを着た婦人たちが描かれている。現代人の考えからすると不快で理解しがたいものだが、ホガースが生きていた時代にはごく当たり前のことだった。 |

## 後世の『放蕩一代記』
本作品『放蕩一代記』は後世の芸術家たちに影響を与え、この絵画に基づくか、インスピレーションを与えられた作品が様々なジャンルで創作された。例えば、1951年にイーゴリ・ストラヴィンスキーが作曲し、W・H・オーデンとチェスター・コールマンが台本を書いたオペラ『放蕩児の遍歴』は、ホガースの『放蕩一代記』のストーリーを粗い底本としている。1961年にイギリス人画家デイヴィッド・ホックニーは『放蕩一代記』をもとにした版画を作成しており、またストラヴィンスキーのオペラ『放蕩児の遍歴』の舞台芸術も手掛けている。
1935年にはロイヤル・バレエ団の創始者ニネット・ド・ヴァロアが、絵画の主題に基づき、同題のバレエを創作。イギリスバレエの20世紀最初の傑作と評された。
1946年にRKOが制作した、ヴァル・リュートン (en:Val Lewton) プロデュース、マーク・ロブソン監督の映画『恐怖の精神病院 (en:Bedlam (film))』は『放蕩一代記』に触発された作品で、ホガースの名前が映画にクレジットされている。
2003年にニューハンプシャー大学 (en:University of New Hampshire) 演劇舞踏学科では、17人の俳優が出演する『放蕩一代記』というタイトルの舞台を制作した。
2006年にイギリスの資産運用会社であるベドラム・アセットマネジメントはこの年の年次報告書に『放蕩一代記』を使用している。